# Whitefield (Wielki Manchester)
Whitefield – miasto w Anglii, w hrabstwie ceremonialnym Wielki Manchester, w dystrykcie metropolitalnym Bury. Leży 11 km na północny zachód od centrum miasta Manchester. W 2001 miasto liczyło 23 284 mieszkańców.